# 오스카르 이반 술루아가

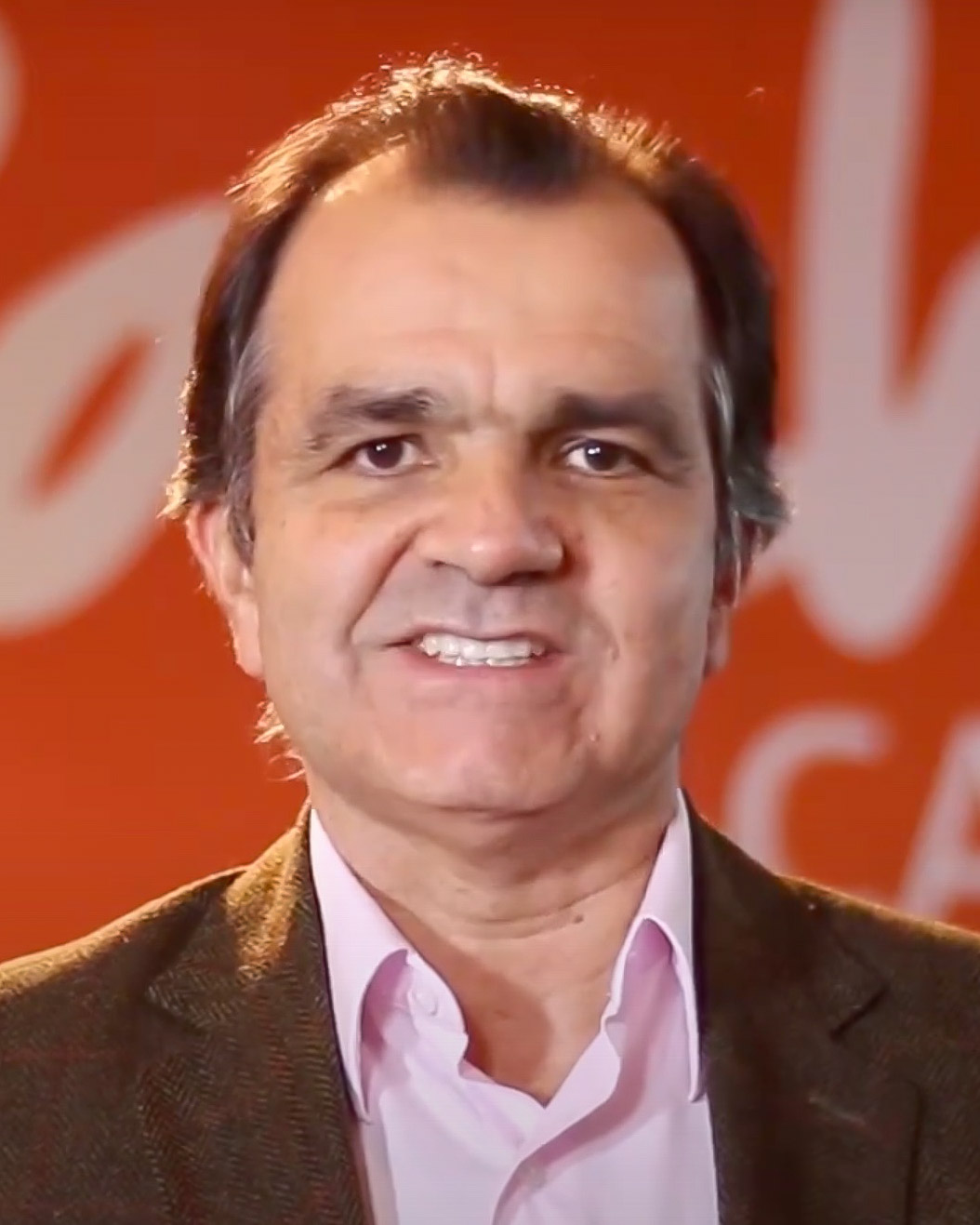
술루아가(2015년)

오스카르 이반 술루아가 에스코바르(스페인어: Óscar Iván Zuluaga Escobara, 스페인어 발음: [ˈoskaɾ iˈβan suˈlwaɣa es.ko.ˈβaɾ], 1959년 2월 3일~)는 콜롬비아의 경제학자 출신 정치인이다. 사업가 집안 출신이며 젊은 시절에는 은행원으로 일했다. 2001년 알바로 우리베 후보의 캠프로 영입되었으며 이듬해 상원의원으로 당선되었다. 2005년 후안 마누엘 산토스가 창당한 국민통합사회당에 입당했으며 이듬해 상원의원에 불출마했다. 우리베 정권 말기에 재무장관을 지냈다.
하지만 산토스가 후임 대통령으로 당선되고 산토스와 우리베간의 갈등이 벌어졌고, 2013년 우리베파가 탈당하여 민주중도라는 신당을 창당했다. 술루아가 또한 이 대열에 합류했다. 이듬해 대선이 다가오면서 술루아가는 민주중도의 대통령 후보로 선출되었고 재선에 도전하는 산토스와 맞붙게 되었으나, 각종 스캔들에 연루되는 바람에 낙선했다. 다만 위안거리가 있자면 45%나 얻어 2010년의 안타나스 모쿠스처럼 참패하지는 않았다는점이다. 현재 또 스캔들에 연루되었다. 2018년에는 재도전하지 않으며, 이반 두케가 대신 도전한다.

## 역대 선거 결과
| 선거명      | 직책명            | 대수 | 정당       | 1차 득표율 | 1차 득표수  | 2차 득표율 | 2차 득표수  | 결과 | 당락 |
| ----------- | ----------------- | ---- | ---------- | ---------- | ----------- | ---------- | ----------- | ---- | ---- |
| 2014년 선거 | 콜롬비아의 대통령 | 59대 | 민주중도당 | 29.28%     | 3,769,005표 | 44.99%     | 6,917,001표 | 2위  | 낙선 |